# Centro de treinamento de futebol
Centro de treinamento de futebol, ou popularmente CT, são os espaços físicos utilizados pela grandes equipes de futebol profissional para realizar treinos com seus jogadores da equipe principal, ou de categorias de base. Geralmente a estrutura do CT possui vários campos de futebol, centros de fisioterapia e recuperação, salas de musculação, piscinas, alojamentos, vestiários, sala de imprensa, entre outros suportes e confortos para o bem estar dos atletas.
O principal objetivo dos CTs é proporcionar segurança, conforto e suporte de profissionais especializados e de equipamentos para o atleta poder alcançar uma performance superior, explorando o seu potencial com menos riscos de contusões e desvios de comportamento por não treinarem em ambiente adequado para a sua preparação física, psicológica e técnica.
A legislação que rege as condições dos CTs, entre clubes e jogadores, mesmo menores e sem vínculo empregatício é a Lei 9 615/88 (Lei Pelé), e o atleta sendo maior de idade, pode celebrar contrato de formação desportiva (Lei Pelé, art. 29, §§4º e 6º). Entre outras garantias, o clube deverá assegurar alojamento em condições desportivas adequadas, provendo alimentação, higiene, saúde e segurança (art. 29, §2º, II, d, da Lei Pelé, e art. 49 do Decreto 7 984/13).